# Estadio Rafael Esteban Kinsler
El Estadio Rafael Esteban Kinsler es el nombre que recibe un recinto deportivo que se encuentra ubicado entre las calles Michelena, Henri Pittier y Bolívar de la localidad de Cagua en el municipio Sucre, del estado Aragua en el centro norte del país sudamericano de Venezuela.
Inaugurado en 1968, ha sido usado principalmente para la práctica del Béisbol por el equipo local Gigantes de Aragua que forma parte de la llamada Liga Nacional Bolivariana de Béisbol (LNBB).> También es una de las instalaciones que usa la Escuela de Béisbol Menor “Los Pumas” y la Academia de Béisbol David Concepción que se encarga de la formación de niños en ese mismo deporte.
El gobiernor regional y el municipal se disputan la propiedad del estadio, sin que a la fecha de haya llegado a una solución sobre la disputa.